# 새뮤얼 J. 틸던
새뮤얼 존스 틸던(Samuel Jones Tilden, 1814년 2월 9일 ~ 1886년 8월 4일)은 미국의 정치인으로 19세기의 가장 논쟁적 미국의 선거였던 분쟁의 1876년 미국 대통령 선거에서 미국의 대통령직을 위한 민주당 후보였다. 정치적 개혁자인 그는 뉴욕의 사업 공동체와 가까인 일을 하던 자유 토지 민주당원으로 태머니 홀의 부패에 대항하는 싸움을 이끌었고 세금을 낮추는 데 싸웠다. 남북 전쟁에 대비하여, 그리고 일어난 동안 그는 또한 민주당의 노예제 반대파의 일원이기도 하였다. 대통령 선거에서 그의 패배는 남부에서 재건의 종말과 그 지역으로부터 연방군의 철수를 가져오는 도움을 주었다. 그는 자신의 일생에 전혀 결혼을 하지 않았고, 자식들이 없었다. 그는 부패 근절과 자신의 개인적인 성실로 유명하였다. 그의 사유지의 대부분은 뉴욕 공공 도서관을 설립하는 데 뉴욕에 유증되었다.

## 어린 시절과 경력
뉴욕주 뉴레바논에서 태어난 틸던은 뉴욕 대학교에서 수학하여 뉴욕 로스쿨을 졸업하기 전에 학사 학위를 취득하였고 1841년 법정으로 수용되어 1850년대의 흔들리는 철도 붐의 10년에 많은 철도 회사들을 고객들로 숙련된 기업 변호사가 되었다. 현명한 투자와 합친 그의 법률 관행은 그를 부유하게 만들었다.
1848년 마틴 밴 뷰런에 주로 자신의 개인적인 애착 때문에 틸던은 뉴욕주 민주당원들의 "과격파" 혹은 자유 토지 진영의 반란에 참가하였다. 그는 공화당에 입당하지 않은 그런 몇명 중에 있었고, 1855년 뉴욕주의 법무장관을 위한 노예제 반대 진영의 후보였다.
남북 전쟁 후에 틸던은 민주당 주립 위원회의 의장이 되었고, 곧 뉴욕의 악명 높은 윌리엄 매기어 트위드 동맹과 충돌에 들어왔다. 부패한 뉴욕주의 판사들은 동맹의 수단들이었고, 틸던은 1872년 개혁의 원인을 흥행하는 데 뉴욕주 의회에 들어간 후 판사들의 탄핵 재판들에서 주도적인 역할을 하였다. 동맹의 특정 구성원들의 은행 통장들을 분석하면서 그는 전리품들이 나뉜 것에 법적 원칙 증명을 얻었다. 1874년 개혁주의 주지사로서 그는 주의 운하들의 실정을 통하여 체계적으로 뉴욕주를 강탈한 양당의 당원들로 구성된 두번째 약탈자 집단들 - "운하 동맹"으로 자신의 주의를 돌렸다. 틸던은 그들을 분해하는 데 성공하였다.
주지사로서 그의 성공적인 업무는 그에게 대통령 후보 지명을 얻게 하였다.

## 1876년 미국 대통령 선거

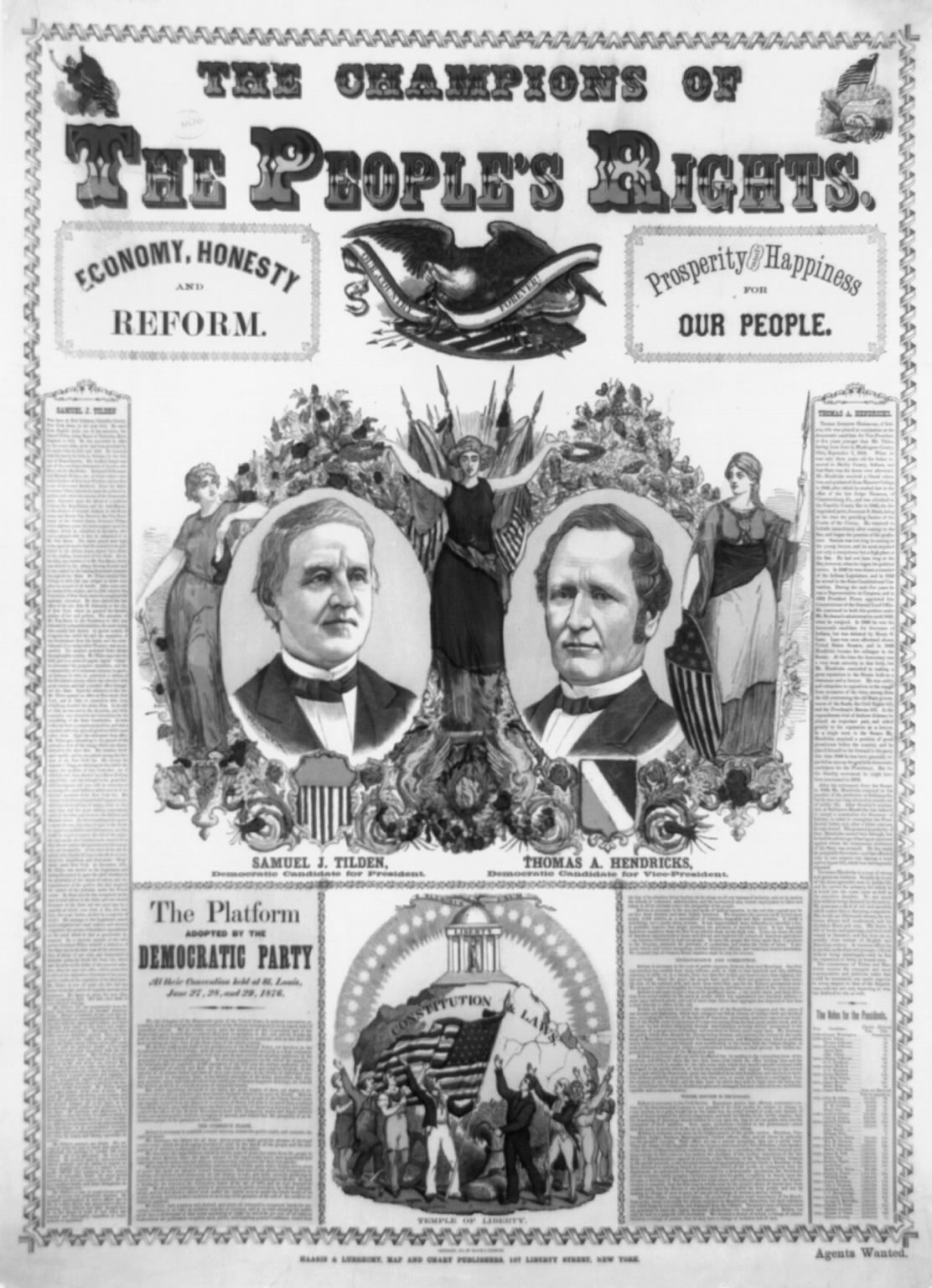
1876년 대선을 위한 틸던과 토머스 A. 헨드릭스 공천 후보의 포스터

1876년 미국 대통령 선거가 열린 동안 틸던은 자신의 공화당 상대 후보 러더퍼드 B. 헤이스에 일반 투표를 이겨 남북 전쟁에 이어 민주당원들이 정치 형세에 복귀된 것을 증명하였다. 그러나 선거인단에서 결과는 플로리다주, 루이지애나주와 사우스캐롤라이나주가 각각 의회에 선출 투표들의 2개의 집단들을 보냈기 때문에 의문에 있었다. (전문성에 실격된 오리건주로부터 하나의 선거인에 따로 갈등이 있었다.)
재건이 있는 동안 공화당원들은 남부에서 주의 정부들을 차지하였으나 많은이들이 북부로부터 간섭으로 인식하고, 남북 전쟁을 위하여 공화당원들을 핑계댄 것을 분개했던 압도적으로 민주당 백인 남부인들과 함께 인기가 없었다. 결과로서 이 3개의 주들의 각각으로부터 선출 투표들의 하나의 집단은 공화당원 헤이스를 위하여, 그리고 다른 하나는 민주당원 틸던을 위하여 자신들의 비밀 투표를 하였다. 이 3개의 주들 없이 틸던은 184개의 선출 투표를 이겼으나 대통령직을 이기는 데 185개가 필요했었다. 만약 그가 하나의 주마저 가져갔다면 그는 대통령이 되었을 것이다. 하지만 만약 헤이스가 전부의 이의를 제기한 투표들을 이겼다면 그는 185개의 선거인단을 받아 선거를 이길 것이었다. 미국 헌법이 어떻게 의회가 그러한 분쟁을 처리하는 것을 헌법이 다루지 않기 때문에 헌법 위기는 임박한 것처럼 나타났다.
공화당원들이 선거를 대담하게 주장했던 동안 틸던은 상을 위하여 싸우거나 자신의 옹호자들에게 아무 리더십을 주지 않으면서 자신의 지지자들을 어리둥절케 하고 실망시켰다. 대신 그는 그것이 선출 투표들의 수를 세는 데 상원의 회장이 아닌 의회의 끊임없는 사용이었다는 것을 보이는 데 이전 세기에 선거인 숫자들의 완전 역사의 준비로 한달 이상을 바쳤다.
의회 지도자들은 유효한 투표 집단을 결정할 15명 일원의 선거 위원회를 창조하면서 위기를 해결하려고 하였다. 위원회는 공화당 통치의 상원 5명 (3명의 공화당원과 2명의 민주당원)과 민주당 통치의 하원 5명 (3명의 민주당원과 2명의 공화당원)으로 구성되었다. 남은 5명의 의원들은 미국 대법원으로부터 선택되었으며 -원래 2명의 공화당원, 2명의 민주당원과 무소속의 판사 데이비드 데이비스였다. 하지만 데이비스는 일리노이주의 상원으로 선출되어 대법원으로부터 사임하였다. 공화당의 판사 조지프 P. 브래들리가 그를 대체하는 데 임명되었다. 하지만 민주당원들이 상원에서 의사 방해에 위협하면서 분쟁은 끝나지 않았다. 결국적으로 1877년 타협은 헤이스의 선거로 동의한 것에 도달하였고, 그는 남부에서 연방군들을 철수시키는 데 동의하여 남부에서 공화당의 재건에 종말을 가져왔다. 자신의 패배에 틸던은 "난 아무 신경 쓰지 않고 직무의 책임들 없이 국민들의 선물에서 최고 직위로 선출된 후손의 신용으로부터 내가 받아야 할 의식과 함께 공적으로 은퇴할 수 있다."고 말하였다.
1878년 공화당의 뉴욕 트리뷴은 1876년 대선에 이어 위기가 일어난 동안 틸던의 대선 운동 관리인이었던 그의 조카가 틸던의 저택을 기지로 사용하여 사우스캐롤라이나주와 플로리다주의 선출 투표들을의 매입을 위하여 협상해 온 것을 증명하는 데 시도하면서 번역들에 의하여 수반된 암포에서 전신 파견들의 일련을 발간하였다. 틸던은 자신의 조카가 그것들을 보낸 것을 부정하지 않은 동안 이 파견들의 전체 지식을 단호하게 부정하였다. '암호 파견'들은 심각하게 그의 평판을 약하게 하였다.

## 이후의 생애
틸던은 결과에 의하여 자신의 추종자들을 조용히 상담하였다. 그의 건강은 1876년에 쇠퇴하였고, 틸던은 정치로부터 퇴직하여 뉴욕주 용커스 근처의 그레이스톤에 있는 자신의 시골 저택에서 은둔자로 살았다. 1886년 10월 5일 그는 독신으로 사망하였다. 그는 자신의 일생에서 자신이 전혀 여성들과 잠을 자지 않았던 것을 친구에게 털어 놓았다.
6백만 달러로 측정된 그의 재산 중에 대략 4백만 달러는 뉴욕에서 자유 공공 도서관과 도서 열람실의 설립과 보존을 위하여 유증되었으나 친척들에 의하여 성공적으로 이의가 제기되면서 유증의 대략 3백만 달러 만이 원래 목적에 적용되었고, 1895년 건물이 그 앞에 그의 이름을 품은 뉴욕 공공 도서관을 창립하는 데 틸던 트러스트는 애스터와 레녹스 도서관들과 합쳤다.
그가 1860년부터 자신의 사망까지 살던 그래머시파크 사우스 15 번지에 있는 새뮤얼 J. 틸던 하우스는 현재 내셔널 아츠 클럽에 의하여 이용되고 있다.

## 유산

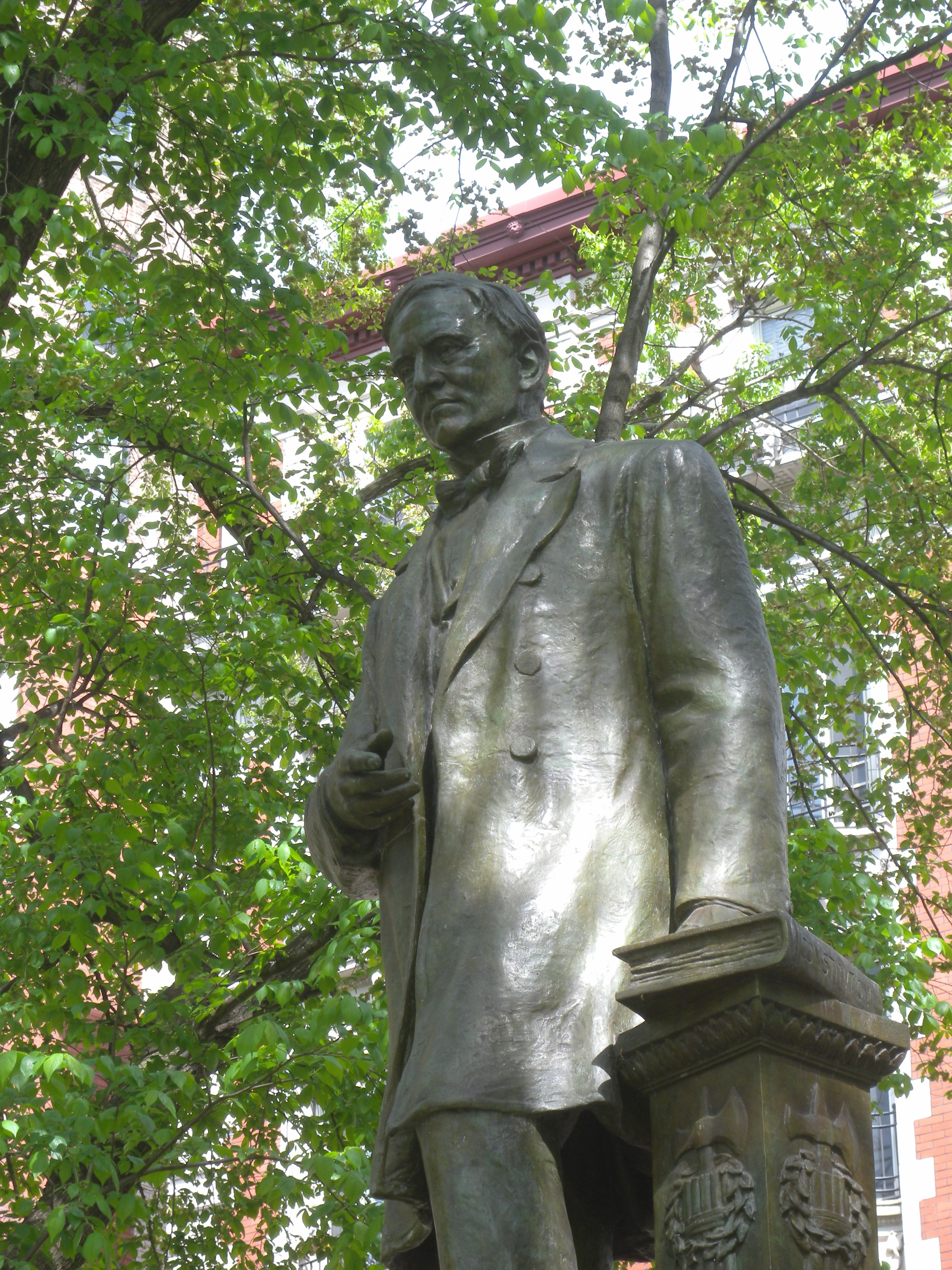
뉴욕에 있는 틸던의 동상

새뮤얼 J. 틸던은 자신의 일생 동안 중요한 미국의 정치인이었다. 그는 몇몇의 두드러진 직무들을 보유하였으나 1876년 대통령 선거에서 러더퍼드 B. 헤이스에게 자신의 패배로 가장 잘 알려졌다. 선출 투표는 불분명하였고 전례없는 결정은 결과를 해결하는 데 요구되었다. 많은 토론 후에 헤이스는 남부에서 연방 재건이 끝난 약정 아래 선거를 포착하는 데 허용되었다. 연방군들은 제거되었고, 전 반군 주들은 자신들 소유의 정세를 통치하는 데 허용되었다. 그러므로 선거의 결과는 미국 국민들을 위하여 몇몇의 함축들을 유지하였다.
정치인으로서 틸던은 지배하지 않는 부드럽고 소심하였다. 그는 자신의 적성과 실력과 이런 성격 특성들을 극복해 냈다. 그는 전혀 미국인들의 투표 공개와 매우 인기있던 인물이 아니었으나 그들의 감탄을 얻었다.
거리들이 밴뷰런부터 제임스 A. 가필드까지 미국 대통령들의 이름을 딴 텍사스주 위치토폴스에 틸던 스트리트가 있다. 틸던 스트리트는 그랜트와 헤이스 스트리트 사이에 평행하게 달린다.
워싱턴 D. C.는 물론 버지니아주 리치먼드에 틸던 스트리트가 있다.
미국에서 회소한 하나의 학교가 그의 영예에 이름을 땄는 데 브루클린에 있는 새뮤얼 틸던 고등학교이다.
뉴욕에 록어웨이 반도에 있는 전 미국 육군의 설치 포트틸던이 그의 이름을 땄다.
1887년 네브래스카주 버넷 타운은 미국 우정청에 의하여 새뮤얼 J. 틸던의 이름을 따 틸던으로 이름이 변경되었다. 버넷 근처에서 온 우편물이 버넷의 우편물과 계속 혼동되었기 때문에 이름의 변화가 만들어졌다.

## 역대 선거 결과
| 선거명      | 직책명        | 대수 | 정당   | 득표율 | 득표수 (선거인단)   | 결과 | 당락             |
| ----------- | ------------- | ---- | ------ | ------ | ------------------- | ---- | ---------------- |
| 1874년 선거 | 뉴욕 주지사   | 25대 | 민주당 | 52.43% | 416,391표           | 1위  | 뉴욕 주지사 당선 |
| 1876년 선거 | 미국의 대통령 | 19대 | 민주당 | 50.98% | 4,288,546표 (184명) | 2위  | 낙선             |